# Траутфеттер (река)
Траутфеттер — река в Таймырском Долгано-Ненецком районе Красноярского края России, правый приток Нижней Таймыры. Названа эта река в честь Рудольфа Эрнестовича Траутфеттера (1809-1889), российского ботаника, член-корреспондента Петербургской Академии Наук.

## Общие сведения
Берёт начало на Плоской гряде гор Бырранга на севере полуострова Таймыр на высоте более 226 м над уровнем моря. В верховьях, до впадения реки Коралловой течёт преимущественно в северном направлении. Затем направление меняется на юго-западное. Протекает в ландшафте арктической тундры и горных пустынь. Впадает в Нижнюю Таймыру по правому берегу на расстоянии 108 км от её устья. Длина реки составляет 217 км. Площадь водосборного бассейна — 5580 км².

## Характеристика
- При устье река имеет ширину 870 метров (гораздо шире Таймыры), глубину 1 метр, песчаный грунт дна, скорость течения — 0,9 м/с[6].
- В среднем течении, перед впадением ручья Изогнутого, русло сужается до 162 метров, глубина — 0,8 м, скорость течения — 0,6 м/с[7].

## Притоки
По порядку от устья, только поименованные:
- 6 км: Красивая (пр.)
- 7 км: Двойная (лв.)
- 28 км: Узкая (лв.)
- 40 км: Видная (пр.)
- 40 км: Останцовая (лв.)
- 42 км: Скальная (пр.)
- 63 км: Запутанная (лв.)
- 70 км: Устремлённая (лв.)
- 79 км: Врезанная (пр.)
- 82 км: Равнинная (лв.)
- 93 км: Коралловая (пр.)
- 120 км: Галечниковая (лв.)
- 128 км: Весенняя (лв.)
- 132 км: Кривая (пр.)
- 150 км: Встречная (пр.)
- 155 км: Лепихина (лв.)